# Herbert Keller (Intendant)
August Herbert Keller (* 1922 in Berlin; † 15. Februar 1990 in Dessau) war ein deutscher Theaterintendant und Textdichter.

## Werdegang
Nach dem Krieg begann er als Mitarbeiter der Volksbühne Berlin und wirkte danach am Zentralhaus für Laienkunst in Leipzig als Leiter des Bereichs „Künstlerisches Wort“. 1959 wurde ihm die Intendanz des Thomas-Müntzer-Theaters in Eisleben übertragen. Hier galt er als Förderer der Gegenwartsdramatik und junger Dramatiker. Fünf Jahre später übernahm er die Intendanz in Cottbus. Von 1969 bis 1972 leitete er die Bezirkskulturakademie Halle. Von 1972 bis 1983 war er Intendant am Landestheater Dessau. 1983 versuchte er Ulf Reiher als Gastregisseur zu gewinnen. Die Gründe, aus denen er aus dieser Funktion ausscheiden musste, wurden später als unzulässig bewertet. Sein Nachfolger wurde Peter Gogler. Danach wirkte er bis zu seiner Pensionierung als wissenschaftlichen Mitarbeiter an der Akademie der Künste der DDR. Er betätigte sich auch schriftstellerisch. Seine politische Rehabilitierung konnte er noch erleben. Postum ernannte ihn das Landestheater Dessau zum Ehrenmitglied.

## Werk
1951 textete er das Lied der Pionierorganisation Ernst Thälmann Unsere Heimat (zur Melodie von Hans Naumilkat). Begeistert gesungen wurde auch das Einheitslied (Freundschaft, Einheit, Frieden) aus der Freundschaftskantate der Jugend von Herbert Keller und Andre Asriel; als es sich plötzlich als nicht mehr zeitgemäß herausstellte, verschwand es aus den Liederbüchern. 1952 folgte Deutschland, du liebe Heimat! wieder mit Naumilkat. Mit Siegfried Stolte folgten das Lied vom roten Arbeitermai und Das Wort hat uns zum Kampf gerufen (1958).
Er war Verfasser des vielbesprochenen Agitprop-Stücks über Fragen der Republikflucht, Begegnung 57 (Hein, ein Arbeiter in Dortmund, will nach Leipzig gehen, weil er es in der Bundesrepublik nicht aushält. Friedrich, ein Arbeiter in Leipzig, will nach Dortmund fliehen, weil es ihm in der DDR nicht gefällt.) Im Vorwort erklärte Keller: „Ich halte nichts von dem Begriff modern. Ich finde sozialistisch konkreter.“ Herbert Keller wird mit Wera und Claus Küchenmeister zum affirmativen Flügel gezählt.

## Veröffentlichungen
- Der Staudamm.
- Der dramatische Zirkel – die höhere Form der Laienspielgruppe.
- Von ihnen kannst Du siegen lernen. In: Die Volkskunst.
- Erkenntnisse Stanislawski für die Dramatischen Zirkel. In: Die Volkskunst. 11/1953, S. 35.